# Cem Uluğnuyan
Cem Uluğnuyan (* 18. Dezember 1989) ist ein türkischer Taekwondoin. Er startet in der Gewichtsklasse bis 63 Kilogramm.
Uluğnuyan startet seit 2007 bei internationalen Wettkämpfen und bestritt bei der Europameisterschaft 2008 in Rom seine ersten Titelkämpfe, schied jedoch in seinem Auftaktkampf aus. Im folgenden Jahr feierte Uluğnuyan seinen sportlich bislang größten Erfolg. Bei der Weltmeisterschaft 2009 in Kopenhagen zog er in der Klasse bis 63 Kilogramm ins Halbfinale ein und gewann seine erste internationale Medaille. In Vigo wurde er im gleichen Jahr auch Junioreneuropameister. Bei der Europameisterschaft 2010 gewann Uluğnuyan mit Bronze auch seine erste EM-Medaille. Bei der Weltmeisterschaft 2011 in Gyeongju und der Europameisterschaft 2012 in Manchester kämpfte er sich jeweils ins Viertelfinale vor, schied dann jedoch aus.
Uluğnuyan startete für den Verein Ankara PTT. Er studierte 2012 an der Selçuk Universität.